# Hvidrygget grib
Hvidrygget grib (Gyps africanus) er den almindeligste og mest udbredte grib i Afrika, der dog er gået stærkt tilbage i antal i de senere år. Det er en middelstor grib med et vingefang på omkring 2 meter. 
Hvidrygget grib er nu i den internationale rødliste angivet som kritisk truet. Tilbagegangen er sket siden 1990'erne, hvor populationen især er gået meget tilbage i Vestafrika uden for naturreservaterne.
Arten lever primært af ådsler, ofte rester af de store kattes måltider.